# Urstylidae
Urstylidae zijn een familie van zeepissebedden.

## Taxonomie
De volgende taxa zijn bij de familie ingedeeld:
- Urstylis Riehl, Wilson & Malyutina, 2014[1]
  - Urstylis solicopia Riehl, Wilson & Malyutina, 2014[1]
  - Urstylis thiotyntlus Riehl, Wilson & Malyutina, 2014[1]
  - Urstylis zapiola Riehl, Wilson & Malyutina, 2014[1]